# Замок Нове-Гради
Замок Нове-Гради (чеш. Nové Hrady, нем. Gratzen) — готический замок Витковичей на юго-западе города Нове-Гради в районе Ческе-Будеёвице Южночешского края, основанный в XIII веке. Замок расположен на скалистом мысе у реки Стропнице. В 2001 году объявлен национальным памятником культуры Чешской Республики.

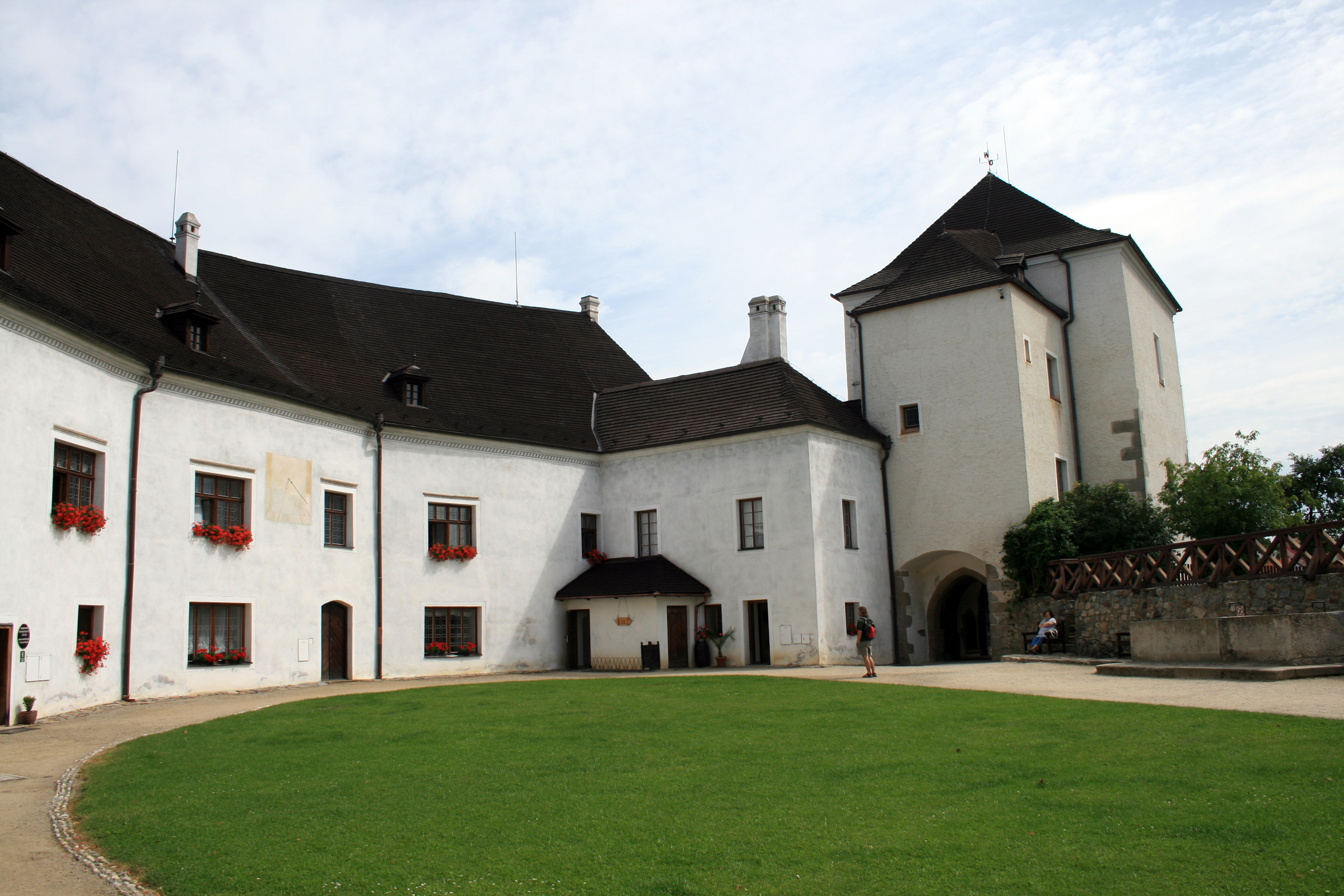
Замковый двор.

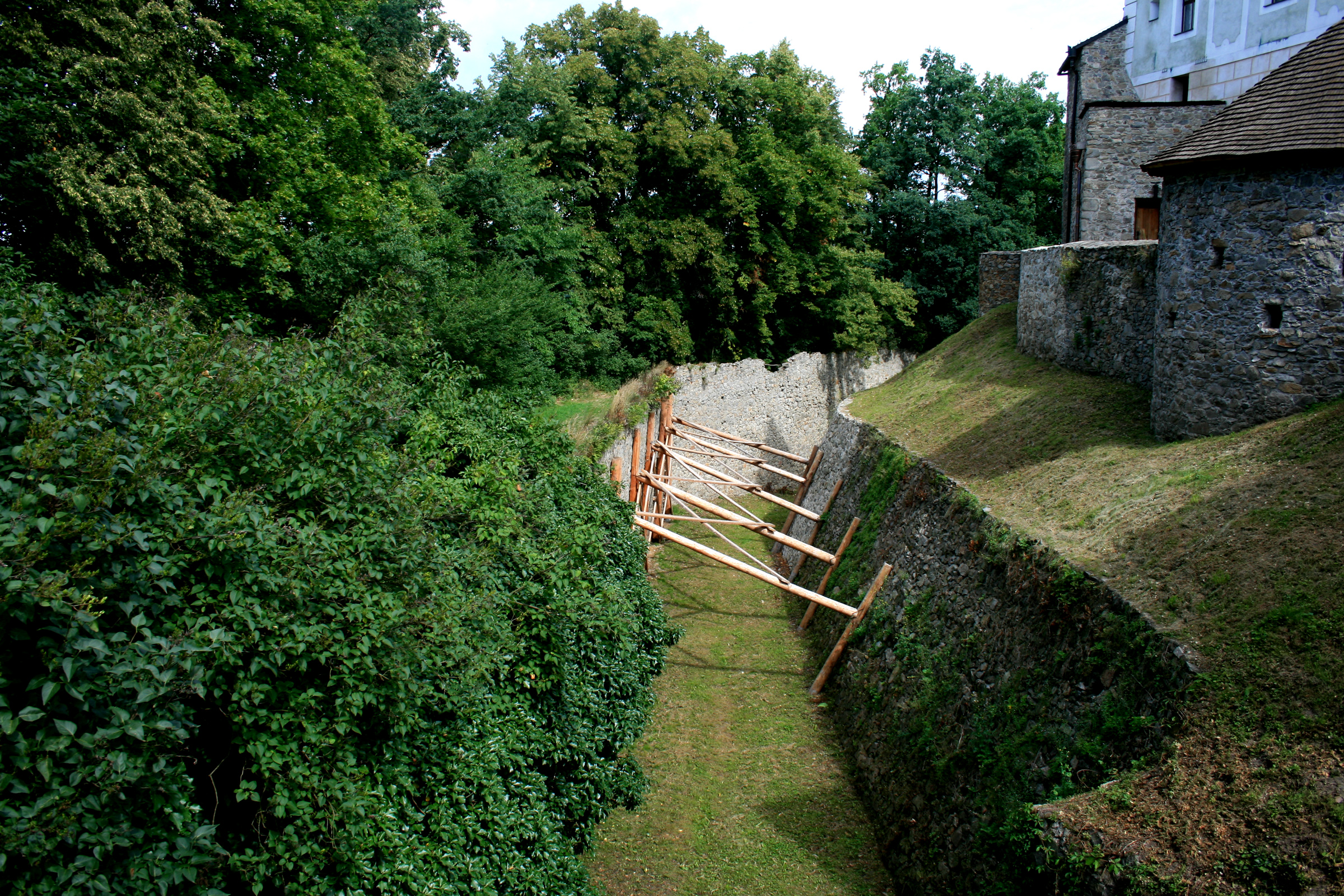
Остатки оборонительного замкового рва.

Первое упоминание о пограничном замке Нове-Гради относится к 1279 году, когда его владельцем был Виткович Ойирж из Ломнице, однако основан он был гораздо раньше — в 1-й половине XIII века. После Ойиржа, замок с 1284 года держал его сын Смил, подебрадский и зноемский бургграф.
В 1341 году король Ян Люксембургский передал замок в феод Вилему I из Ландштейна. Замок стал военно-административным центром Новоградского панства, просуществовавшего до конца XVI века. В 1359 году сын Вилема I Витек из Ландштейна продал панство сыновьям Петра I из Рожмберка. При разделе рожмберкских владений между ними в 1374 году Новоградское панство досталось Ольдржиху I из Рожмберка.
В этот период Новоградское панство включало в себя три города и 14 деревень, большой лес, 3 рыбных пруда, 3 мельницы, сад и хмельник, кроме того, несколько пахотных полей. Большинство зависимых крестьян панства обязаны были платить денежный оброк, барщина же занимала очень малую часть их феодальных повинностей. Ольдржих I из Рожмберка существенно увеличил размеры Новоградского панства, присоединив к нему ещё 11 деревень.
В период гуситских войн в 1425 году замок и город Нове-Гради были захвачены и сожжены таборитами, воевавшими с Ольдржихом II из Рожмберка, стоявшим на стороне короля и католичества. В 1452 году Ольдржих передал управление родовыми вотчинами, в числе которых было и Новоградское панство, своему старшему сыну Йиндржиху IV. В 1467 году замок и город были вновь захвачены и сожжены, на этот раз Зденеком из Штернберка, главой оппозиции королю Йиржи из Подебрад, пытавшимся таким способом привлечь Рожмберков на свою сторону. В 1472 году Ян II из Рожмберка начал восстановление замка. После смерти Яна замок был отдан в залог и залогодержатели продолжили его восстановление. В 1485 году Вок II из Рожмберка выкупил замок из залога, а в 1491 году король Владислав II освободил Новоградское панство от вассальной зависимости.
Восстановление и реконструкция замка, вероятно, были закончены в период правления Петра IV из Рожмберка (владарж в 1493—1523). Старые укрепления были усилены с трёх сторон башнями, были перестроены старые входные башни и усилена оборона обоих ворот замка. Пётр IV завещал Новоградское панство Криштофу из Швамберка, однако после смерти Петра против его воли возмутились его племянники, добившиеся того, что король Фердинанд I аннулировал это завещание. В середине XVI века в состав Новоградского панства входило уже, помимо прочего, 46 деревень и 3 города (Нове-Гради, Тргове-Свини и Стропнице).
В 1573 году молния ударила в большую башню посреди замкового двора, в которой находился склад пороха. Взрыв разрушил саму башню и ближайшие замковые постройки. В 1590 году замок был повреждён землетрясением. При Петре Воке из Рожмберка в 1605 году замок был полностью восстановлен, отремонтирован и укреплён. После пресечения рода Рожмберков в 1611 году Новоградское панство наследовали Швамберки. Второй владелец замка из этого рода, Петр III из Швамберка, примкнул к антигабсбургскому восстанию чешских сословий (1618—1620), по причине чего замок вскоре был атакован войсками короля Фердинанда II. После неудачной осады замка Дампьером в 1619 году король прислал войска во главе с фельдмаршалом Бюкуа, который взял замок в июне 1620 года. Новоградское панство было конфисковано королём у Швамберков и ещё в феврале 1620 года было пожаловано Бюкуа вместе с замком Рожмберк и Либейовице за военные заслуги.
После реконструкции 1623 года замок начал приобретать облик, дошедший до наших дней. Было восстановлено крыло замка, обращённое на город, удалены руины бывшего зернохранилища на восточной стороне, а в здании бывшей пивоварни были устроены жилые помещения. В 1792 году на развалинах бывшего замкового дворца было построено двухэтажное здание, в 1794 году на один этаж была надстроена главная башня, в 1798 году на северо-западной стороне были выстроены жилые здания для служителей замка, а на восточной стороне разбит сад.
В 1887 году графы Бюкуа перенесли в замок Нове-Гради офис управляющего их лесами. На втором этаже главной башни была устроена графская библиотека и семейный архив Бюкуа. Замок принадлежал роду Бюкуа до 1945 года, после чего был передан городу Нове-Гради. В 50-х годах XX века в замке была организована экспозиция гиалитового стекла. Часть строений замка использовались для проживания. Кроме того, в замке разместились народная школа искусств и культурный центр.
В 80-х годах была проведена масштабная реконструкция замка. В 2000 году была устроена новая экспозиция, а в 2002 году замок перешёл под управление Национального института памятников Чешской Республики (NPÚ). В настоящее время замок Нове-Гради является 11-м по посещаемости культурным объектом Южночешского края — в 2011 году замок посетили почти 24 тысячи человек.